# Die 120 Tage von Bottrop
Die 120 Tage von Bottrop ist ein einstündiger deutscher Spielfilm aus dem Jahr 1997 von Christoph Schlingensief. Es handelt sich um eine eigenwillige filmische Hommage an Rainer Werner Fassbinder.

## Handlung
Die letzten Überlebenden der einstigen Fassbinder-Entourage treffen sich anderthalb Jahrzehnte nach dem Tod des Meisters in Berlin, weil sie ein Zeichen gegen die hemmungslose Kommerzialisierung im deutschen Film setzen wollen, indem sie im Fassbinder-Stil den, wie sie sagen, allerletzten "Neuen Deutschen Film" auf die Beine stellen wollen, eine Neuverfilmung von Pier Paolo Pasolinis Abschiedswerk "Die 120 Tage von Sodom". Gedreht werden soll auf dem Potsdamer Platz, der damals wie auch der deutsche Film generell als große Baustelle erscheint. Während des Drehs wird der eingeplante Regisseur Schlingensief jedoch von einem gewissen "Sönke Buckmann" – eine Kombination der Namen der beiden kommerziellen Erfolgsregisseure Detlev Buck und Sönke Wortmann – ersetzt, der für seine ganz auf Publikumsakzeptanz ausgerichtete Leistung prompt den Bundesfilmpreis erhält, überreicht durch die Erfolgsschauspielerin Katja Riemann.
Soweit die Kernhandlung. Den Nukleus des eigentlichen Films aber machen Schlingensiefs collageartigen Szenen aus, die die Operation Filmemachen als wüstes Experiment mit Scheitern als zentrale Option darstellen. Da warten die Fassbinder-Leute beispielsweise auf den als Star angekündigten Helmut Berger, der jedoch volltrunken und derangiert erscheint; da wird das Chaos, ganz im Fassbinderschen Sinne, zum Prinzip. Die unvorhersehbaren Ereignisse machen eine lineare Handlung und einen geordneten Drehablauf zur Makulatur. Bald droht das ambitionierte Filmwerk zu scheitern, und die Darsteller sowie die gesamte Crew mutieren auch mehr und mehr genau zu den Wahnsinnigen, die sie eigentlich darstellen sollen. Dies ist der Beginn eines absurd anmutenden Exzesses bei dem alles in Frage gestellt und das Projekt durch wüste Bildeinwürfe (neben Filmschnipsel aus früheren Schlingensief-Arbeiten auch verstörende Schlachtszenen, Operationsbilder und pornografische Aufnahmen) sowie bisweilen deplatziert wirkende Humoreinschübe im szenischen Nirgendwo endet.

## Produktionsnotizen
Die 120 Tage von Bottrop entstand als Film-Fernseh-Produktion im November 1996 in Berlin und wurde am 25. Oktober 1997 im Rahmen der Hofer Filmtage uraufgeführt. Deutscher Kinostart war am 6. November desselben Jahres.
Renée Gundelach übernahm die Herstellungsleitung, Monique Tissot die Produktionsleitung. Die Ausstattung gestaltete Anette Kuhn, Tabea Braun die Kostüme.

## Kritiken
„Schlingensief hat dem neuen deutschen Film ein großes wüstes Finale inszeniert.“

„…für die 120 Tage von Bottrop ernennen wir ihn dann zum Faßbinder der Neunziger schmerzenshalber...“

Im Lexikon des Internationalen Films heißt es: „Einige um einen debilen Regisseur namens Sönke Buckmann gescharte Schauspieler wollen auf der Berliner Baustelle am Potsdamer Platz ein Remake von Pasolinis "Die 120 Tage von Sodom" drehen. Dies ist lediglich der Aufhänger für eine amateurhaft-schräge Szenenfolge, mit der der No-Budget-Spezialist Christoph Schlingensief den aktuellen deutschen Film zu persiflieren gedenkt, dabei aber nur unausgegorene Bild- und Sprechphrasen produziert, die weder provozieren noch unterhalten.“